# Suhostrel
Suhostrel (în bulgară Сухострел) este un sat în partea de sud-vest a Bulgariei, în Regiunea Blagoevgrad. Aparține administrativ de comuna Simitli.  La recensământul din 2001 avea o populație de 33 locuitori.

## Demografie
Componența etnică a satului Suhostrel
     Bulgari (100%)
     Nicio identificare (0%)
     Altele (0%)
La recensământul din 2011, populația satului Suhostrel era de 6 locuitori. Din punct de vedere etnic, majoritatea locuitorilor (100,0%) erau bulgari. Pentru 0,0% din locuitori nu este cunoscută apartenența etnică.